# Pedro de Betancur
São Pedro de San José Betancur (Vilaflor, Tenerife, 21 de março de 1626 - Antigua Guatemala, 25 de abril de 1667) foi um religioso terciário franciscano espanhol e missionário na Guatemala. É conhecido por ser o primeiro santo nativo das Ilhas Canárias e também considerado o primeiro santo da Guatemala por ter feito o seu trabalho missionário naquelas terras americanas. É também conhecido como Santo Hermano Pedro (São Irmão Pedro) ou San Pedro de Vilaflor (São Pedro da Vilaflor).

## Biografia
Sua infância foi passada na bela paisagem de Vilaflor, separado do mundo. Era um menino modesto, calmo, mas poderosamente construído por seu trabalho no campo. Desde cedo tinha uma predileção pelas coisas de Deus, orando o tempo todo, mesmo no campo cuidando das cabras de seu pai.
Sua família não tinha dinheiro e seu pai era dono de terras e ovelhas, que perdeu nas mãos de um agiota. Aos 23 anos ele deixou Tenerife e, depois de 2 anos, chegou na Guatemala, uma terra que a Providência tinha atribuído ao seu apostolado missionário. Fundada em 1656 a Ordem dos Irmãos de Nossa Senhora de Belém.
O Santo participou pobres, doentes, órfãos e moribundos, e foi um precursor dos Direitos Humanos. Pedro é considerado o evangelista da Guatemala. Entre outras facetas de sua vida, sua defesa na Imaculada Conceição se destaca dois séculos antes da declaração do dito dogma, sua devoção às almas do Purgatório e suas penitências.
Ele faleceu em 25 de abril de 1667, em Antigua Guatemala. Pedro de Betancur foi beatificado em 1980 e canonizado pelo Papa João Paulo II em 2002. Seu local de nascimento foi restaurado e ela construiu uma igreja e convento dos cuidados Ordem dos Irmãos de Nossa Senhora de Belém.
É um lugar de peregrinações em massa Caverna do Santo Hermano Pedro, no município do sul de Granadilla de Abona, em Tenerife, perto da costa, onde viveu como um homem jovem, enquanto pasto seu rebanho no inverno. Outros importantes santuários em sua honra são o Santuário do Santo Hermano Pedro em Vilaflor (no lugar onde ele nasceu) e da Igreja de São Francisco, em Antigua Guatemala (local onde ele está enterrado). Pedro tinha uma grande devoção à Virgem da Candelária (padroeira das Ilhas Canárias). De fato, um dos seus desejos era voltar para casa e ir em peregrinação a seu santuário.